# セミョーン・コンスタンチノヴィチ
セミョーン（シメオン）・コンスタンチノヴィチ（ロシア語: Семён(Симеон) Константинович、? - 1364）は14世紀半ばのドロゴブージ公である。在位：1345年 - 1364年。
セミョーンはドロゴブージ公国をヴォチナ（世襲領）とする、トヴェリ大公コンスタンチンの年長の子である。父の死後、その遺領のうちのベルィー・ゴロドク(ru)とヴォルガ川沿岸部、クリンを受領した。1364年に疫病によって死亡すると、セミョーンの領地はミクリン公家のミハイルが接収したが、これはミハイルと、カシン公家のトヴェリ大公ヴァシリー、そしてセミョーンの弟エレメイとの間に継承問題を引き起こすことになった。